# 関吉の疎水溝

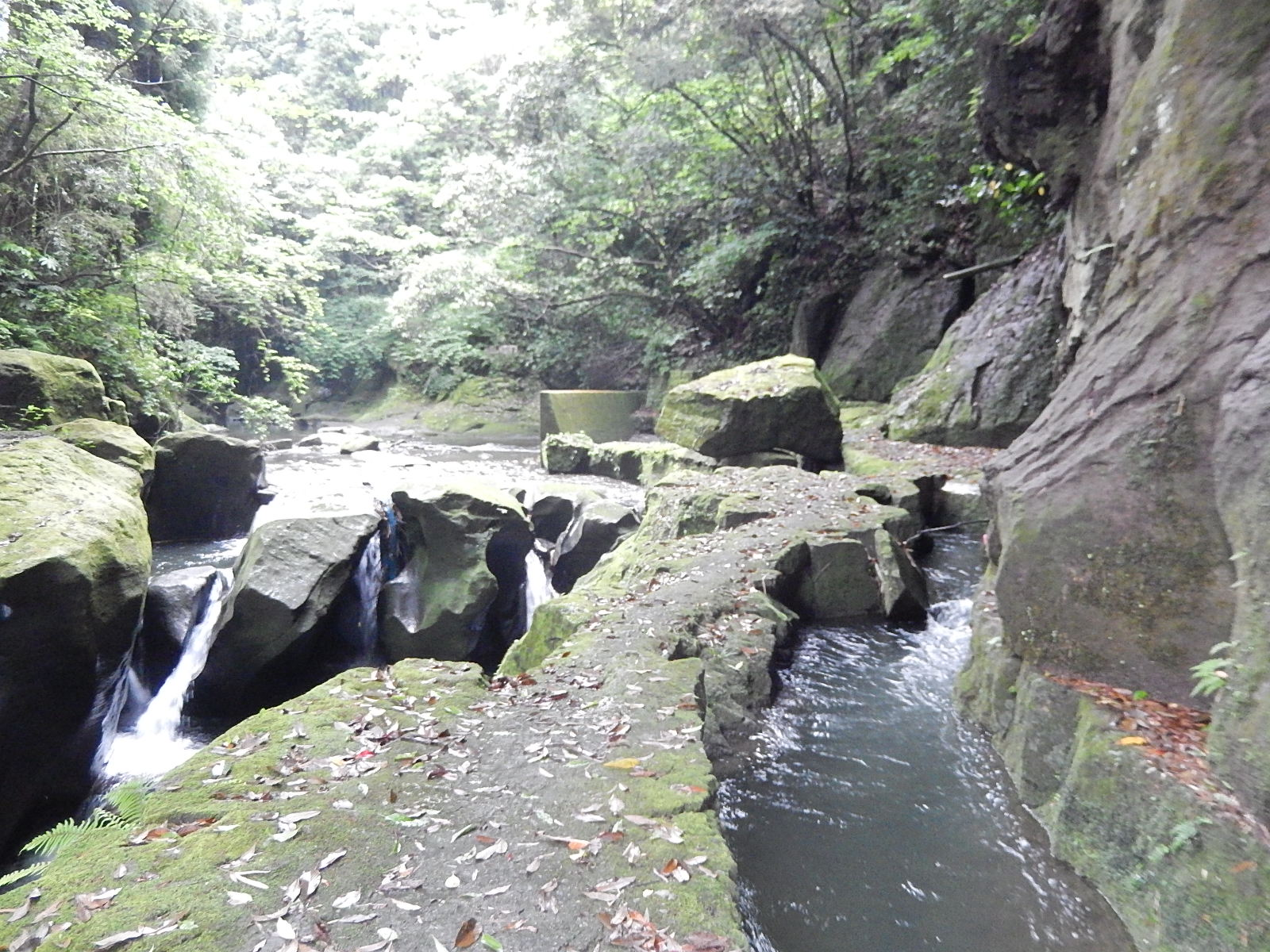
関吉の疎水溝（分水嶺）

関吉の疎水溝（せきよしのそすいこう、英:Sekiyoshi Sluice Gate of Yoshino Leat）は、日本の鹿児島県鹿児島市下田町にある用水路。1852年（嘉永6年）に築かれ、薩摩藩第28代当主島津斉彬によって行われた集成館事業の動力源として利用された。
2015年（平成27年）7月に行われた第39回世界遺産委員会において、「明治日本の産業革命遺産 製鉄・製鋼、造船、石炭産業」の構成資産の一つとして世界文化遺産に登録された。

## 概要
長さは、鹿児島市によれば、稲荷川上流から仙巌園まで約8キロメートルに及んだとされ、鹿児島県立図書館が1994年に刊行した「江夏十郎関係文書」によれば、6,510メートルであるとされ、文化財保護審議会審議員であった西元肇による2006年の調査によれば、約7キロメートルであるとされた。市街地造成や災害の影響により、実方橋の手前で途絶えており、約3キロメートルが現存。一部は農業用水路として利用されている。「かごしま自然百選」に選定されている。2005年に鹿児島市史跡に指定、2013年には、国の史跡「旧集成館」に追加指定された。2009年に九州・山口の近代化産業遺産群の構成資産の1つとして世界遺産暫定リストに記載され、2015年に「明治日本の産業革命遺産 製鉄・製鋼、造船、石炭産業」として正式登録されている。
鹿児島市川上町において、稲荷川から溶結凝灰岩上に水路を引き、磯まで約8㎞、北東から南西へ緩やかな傾斜を描いて続いている。取水口の海抜高度は132メートルであるのに対して、尚古集成館付近では124メートルであり、8メートルほどの高度差しかない。この緩やかな傾斜角度は、当時の高度な技術を示すものである。1857年（安政4年）に佐賀藩の千住大之助らによって作成された「薩州見取絵図」にも溶鉱炉に水を引いた水路や筧が記されている。
関吉に岩盤をくりぬいた稲取川の取水口跡がほぼ当時のまま現存する他、一部は現在も水田の用水路として利用されている。途中、滝となっており、「巌洞の滝」と称される。上流は棈木川に沿って、下流は稲取川沿いに流れている。現在の取水口は1913年の洪水後に改修されたものである。

## 沿革
財政再建派と富国強兵派によるお由羅騒動を経て、1851年に薩摩藩主に就任した島津斉彬は、藩主に就任するや、富国強兵策を採り、それまで長年温めていた集成館事業の計画に着手し、現在の鹿児島市磯地区を中心としてアジア初の近代洋式工場群の建設に取り掛かった。当初、反射炉(旧集成館反射炉跡として明治日本の産業革命遺産を構成)や砲身に穴を開ける装置である鑚開台などの動力は、蒸気機関が研究段階であり使用できなかったため、水車動力に依った。仙巌園には、1722年(享保7年)に、下田町関吉から吉野疎水が引かれていたが、1852年に、そこから新たに水路を設け、集成館の水車に用いる水を供給した。トンネルを18箇所も掘っており、一大事業であったということができる。

## 課題
関吉の疎水溝は、鹿児島市でも知名度が乏しく、知名度の向上とガイドの育成が課題とされている。

## アクセス
- 鹿児島県鹿児島市下田町1263先(取水口所在地)
  - JR九州鹿児島中央駅から自動車で約30分
  - 九州自動車道吉田インターチェンジから自動車で約15分